# Бахчи-Эли (Зуйский поссовет)
Бахчи́-Эли́ (укр. Бахчи-Елі, крымскотат. Bağça Eli, Багъча Эли) — исчезнувшее село в Белогорском районе Республики Крым, на территории Зуйского поссовета. Располагалось на западе района, в предгорье Внешней гряды Крымских гор, в средней части долины реки Зуя, примерно — северная часть современного села Литвиненково.

## История
Первое документальное упоминание села встречается в Камеральном Описании Крыма… 1784 года, судя по которому, в последний период Крымского ханства Бакче Эли входила в Зуинский кадылык Акмечетского каймаканства. После присоединения Крыма к России (8) 19 апреля 1783 года, (8) 19 февраля 1784 года, именным указом Екатерины II сенату, на территории бывшего Крымского Ханства была образована Таврическая область и деревня была приписана к Симферопольскому уезду. После Павловских реформ, с 1796 по 1802 год, входила в Акмечетский уезд Новороссийской губернии. По новому административному делению, после создания 8 (20) октября 1802 года Таврической губернии, Бахи-Эли был включён в состав Кадыкойской волости Симферопольского уезда.
По Ведомости о всех селениях в Симферопольском уезде состоящих с показанием в которой волости сколько числом дворов и душ… от 9 октября 1805 года в деревне Бачи-Эли числилось 17 дворов и 97 жителей, исключительно крымских татар. На военно-топографической генерал-майора Мухина 1817 года обозначена деревня Бахчи-Эли с 15 дворами. После реформы волостного деления 1829 года, согласно «Ведомости о казённых волостях Таврической губернии 1829 года», деревню отнесли к Айтуганской волости. На карте 1836 года в деревне 28 дворов, как и на карте 1842 года. На карте 1865 года Бахчи-Эли уже не обозначено и в более поздних доступных источниках поселение с таким названием не встречается.